# Oodaaq
Oodaaq eller  Oodap Qeqert är en 120 kvadratmeter stor ansamling av grus och sand, som ligger norr om Grönland och upptäcktes 1978.
När den upptäcktes trodde man att det rörde sig om en ö vilket gjorde den till det nordligaste landområdet på jorden. Oodaaq ligger endast 705 kilometer söder om Nordpolen och 1,36 kilometer norr om Kaffeklubben.
Platsen har fått namn efter den eskimå som följde Robert Peary på hans historiska färd till Nordpolen.
National Geographics världsatlas från 2004 kategoriserade Oodaaq den nordligaste ön på jordklotet. Men denna och flera andra liknande ö-liknande strukturer har senare visat sig vara antingen icke permanenta grusbankar eller strandade isberg som det ansamlats grus, sand och jord på, vilket fortsatt gör Kaffeklubben till jordens nordligaste landområde.